# Hostal de les Forques
Hostal de les Forques és una masia situada al municipi d'Olius, a la comarca catalana del Solsonès.